# Federazione cestistica di Porto Rico
La Federación de Baloncesto de Puerto Rico (acronimo FBPR) è l'ente governativo che sta a capo della pallacanestro a Porto Rico. È affiliato alla FIBA Americas.

## Storia
La pallacanestro ebbe un primo approccio in Porto Rico all'incirca nel 1898, importata dei soldati statunitensi. La pratica del basket secondo le fonti ufficiali iniziò intorno al 1913, dando inizio alla creazione di una serie di associazioni cestistiche locali di importanza più o meno rilevanti.
Nel 1930 molte di queste associazioni convogliarono nella Asociación Puertorriqueña de Baloncesto, la prima federazione nazionale, che in quello stesso anno inaugurò il primo campionato nazionale. Nel 1935, tuttavia, in seguito ad una dolorosa separazione, questa federazione scomparve e la pallacanestro tornò ad assumere una dimensione regionale.
Un comitato di rifondazione fece però rinascere l'associazione nel 1936, sotto il nome di Federación Insular de Baloncesto (FIB). Alla FIB subentrò nel 1955 l'attuale Federación de Baloncesto de Puerto Rico.